# Masacre de Cararabo
La masacre de Cararabo ocurrió la noche del 25 de febrero de 1995 en un puesto fluvial de la Infantería de Marina venezolana, situado en el caño Cararabo, contiguo con el Departamento del Vichada en Colombia. En esa ocasión, ocho infantes de marina venezolanos fueron asesinados por una compañía de unos cien hombres del frente Domingo Laín del ELN. Esta pequeña guarnición está ubicada en la frontera con el Departamento del Vichada en Colombia. El vesánico asalto fue ejecutado por una compañía de unos cien hombres del frente Domingo Laín del ELN comandada por el teniente Francisco León Paolini, desertor de la Guardia Nacional de Venezuela, después de dos horas de combate. Un año después el ELN volvió a atacar el puesto militar de Cararabo sin víctimas fatales.

## Militares asesinados
Sargento Técnico de Primera José Orlando Colmenares Zambrano; Sargento Segundo José Gregorio Armada Aponte; los Cabos Segundos José Ascanio Aponte, Hernán Eloy Graterol Tovar, Jacinto Viloria Pereira y Nelson Gregorio Contreras; y los Distinguidos Félix Ramón Guarenas Silva y Cándido Arenas Méndez.